# II. Mereszanh
II. Mereszanh ókori egyiptomi királyné volt a IV. dinasztia idején. Férje Dzsedefré vagy Hafré fáraó lehetett.

## Családja
Mereszanh szülei valószínűleg Hufu fáraó és I. Merititesz királyné, akiket említenek sírjában, bár nem írják le egyértelműen, hogy a szülei lennének. Amennyiben az ő lányuk, úgy édestestvére Kawab hercegnek, II. Hotepheresz királynénak, valamint II. Merititesz hercegnőnek. Mereszanh dédnagyanyja, I. Mereszanh nevét kapta.
Férje valószínűleg féltestvére, Horbaef volt, akitől három gyermeke született. Mivel Mereszanh királynéi címeket is viselt, feltételezhető, hogy Horbaef halála után hozzáment valamelyik uralkodóhoz, talán féltestvéréhez, Dzsedefréhez, de az is lehet, hogy Hafréhoz.
Horbaeftől született gyermekei viselték „a király fia” ill. „a király leánya” címet, annak ellenére, hogy csak unokái voltak az uralkodónak.
- Dzsati herceg; sírja a G 7810, amely a IV. dinasztia végén vagy az V. dinasztia elején épült.[4]
- III. Nofretkau hercegnő; férje II. Iynofer. Sírjuk a G 7820, amely szintén a IV. dinasztia végén vagy az V. dinasztia elején épült.[4]
- Nebtitepitesz hercegnő, akit Mereszanh sírjában említenek.[1]

## Sírja
Mereszanhot első férjével, Horbaeffel közös sírba temették, a gízai G 7410-7420 masztabasírba, melyet George Andrew Reisner tárt fel. Mereszanhot a két helyiséggel rendelkező G 7410B-be, Horbaefet a G 7420A-ba temették. Mereszanh szarkofágját az 1927-es ásatások során megtalálták, ma a Bostoni Szépművészeti Múzeumban található. Vörös gránitból készült, palotahomlokzat díszítésű, emellett mind a négy oldalát felirat díszíti, többek közt: „A király vér szerinti leánya, Mereszanh”, illetve „[…] Hórusz, a király felesége, Mereszanh”. Fedelén Anubisz látható.

## Címei
Mereszanh címei: „A jogar úrnője” (wr.t ḥt=s), „Aki látja Hóruszt és Széthet” (m33.t ḥrw stš), „A király felesége” (ḥm.t-nỉsw.t), „Hórusz segítője” (ḫt-ḥrw), „A király vér szerinti lánya” (z3.t-nỉsw.t n ẖt=f).

## Fordítás
- Ez a szócikk részben vagy egészben  a   Meresankh II című angol Wikipédia-szócikk ezen változatának fordításán alapul.  Az eredeti cikk szerkesztőit annak laptörténete sorolja fel. Ez a jelzés csupán a megfogalmazás eredetét és a szerzői jogokat jelzi, nem szolgál a cikkben szereplő információk forrásmegjelöléseként.